# Crowley’s Ridge Parkway

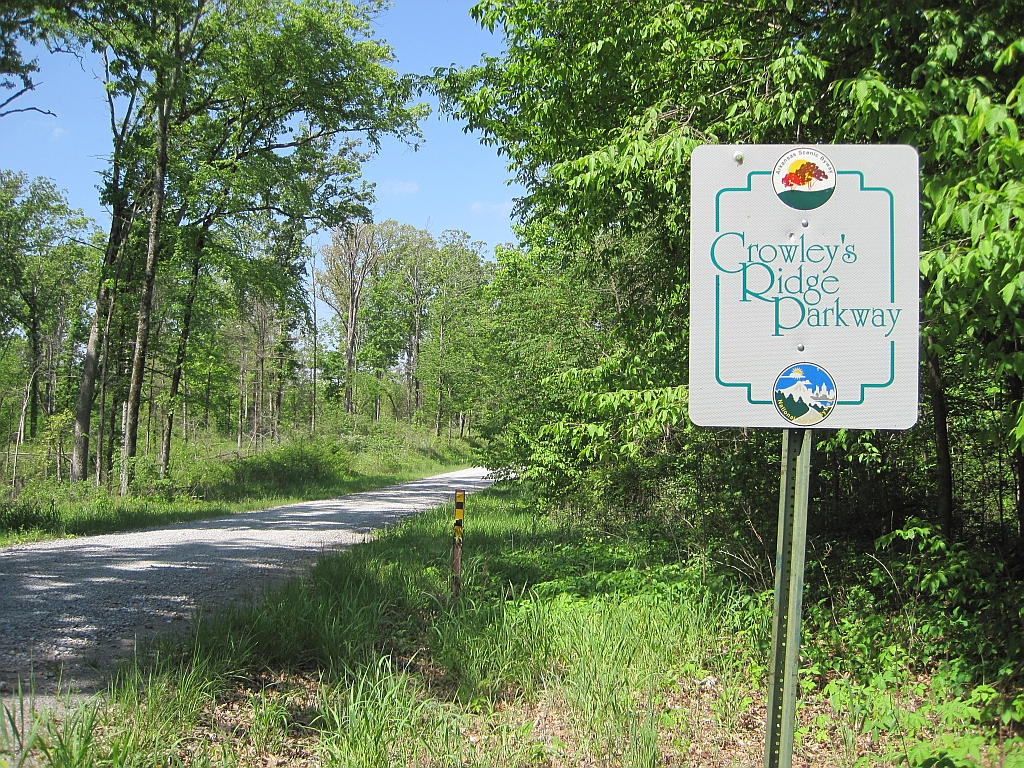
Abschnitt des Crowley’s Ridge Parkway im Lee County

Der Crowley’s Ridge Parkway ist ein 341,2 km langer National Scenic Byway in den Vereinigten Staaten von Amerika. Die Strecke verläuft hauptsächlich durch Arkansas, ein kleinerer Abschnitt (23 km) liegt auf dem Gebiet von Missouri. Der Parkway führt von Helena-West Helena im Süden nach Kennett (Missouri) im Norden. Benannt ist die Route nach Crowley’s Ridge, einer geologischen Formation, entlang derer sie verläuft.
Zum Crowley’s Ridge Parkway gehören verschiedene Abschnitte von United States Highways, Arkansas State Routes, Missouri State Routes sowie untergeordneten und kommunalen Straßen. Etwa 18,5 km des Streckenverlaufs sind Schotterstraße.

## Verlauf

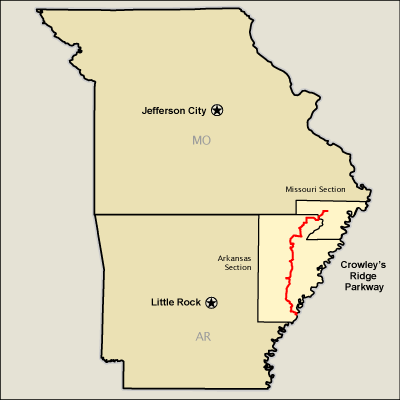
Lage
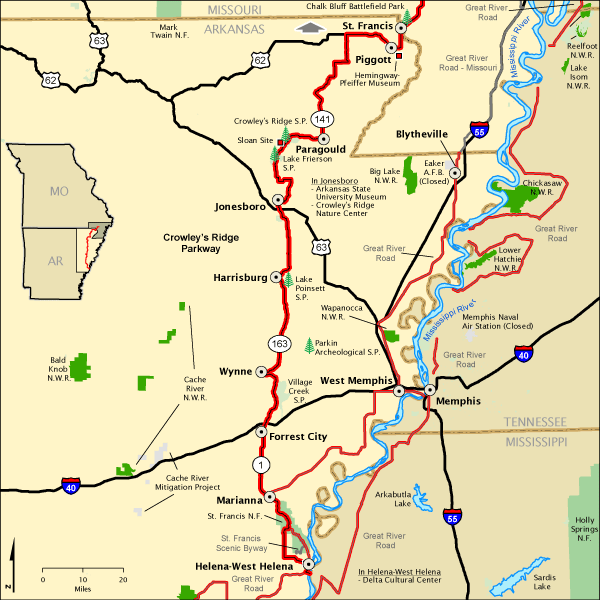
Verlauf in Arkansas
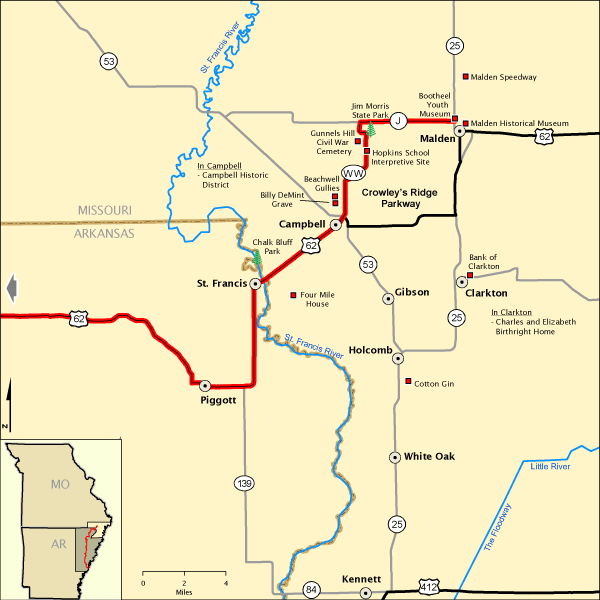
Verlauf in Missouri